# August Aleksander Czartoryski
August Aleksander Czartoryski (armoiries Pogoń Litewska), en français Auguste-Alexandre Czartoryski, né le 9 novembre 1697 et mort le 4 avril 1782, est un officier et homme politique de la république des Deux Nations (royaume de Pologne et grand-duché de Lituanie), général de l'armée polonaise (1729), voïvode de Ruthénie en 1731, staroste général de Podolie (1750-1758).
Membre éminent de la faction politique réformatrice de la Familia, il joue un rôle important dans les premières années du règne du dernier roi de Pologne, Stanislas II Auguste.

## Biographie

### Origines familiales et formation
La famille Czartoryski est une famille de haut rang du grand-duché de Lituanie, devenue une des très grandes familles de la république des Deux Nations (les « magnats ») au début du XVIIIe siècle.
August Aleksander est le troisième des quatre enfants de Kazimierz Czartoryski, vice-chancelier de Lituanie et castellan de Wilno (actuelle Vilnius), et d'Izabela Elżbieta Morsztyn. Sa sœur aînée, Constance (née en 1695), sera la mère du dernier roi de Pologne, Stanislas II Auguste (à la naissance, Stanislas Antoine Poniatowski). Ses deux frères sont Michał Fryderyk (né en 1696), et Teodor (né en 1704).
Il est aussi le grand-père d'Adam Jerzy Czartoryski (1770-1861).
Éduqué en même temps que son frère aîné Michal, il reçoit une éducation approfondie, en particulier il connaît très bien le français. En 1713, ils partent tous deux avec un précepteur, pour un voyage en Allemagne, en France et en Italie.

### Débuts de carrière sous Auguste II (1697-1733)
August Aleksander s'installe à Malte pour devenir chevalier de l'ordre de Saint-Jean de Jérusalem mais ne deviendra pas chevalier ce qui lui permet de se marier en 1731.
Puis il entre au service de l'Autriche, servant dans la flotte lors de campagnes de la guerre vénéto-austro-ottomane (1716-1718). Il atteint le grade de colonel de l'armée autrichienne.
En 1720, il décide de rentrer à son tour en Pologne. Son frère aîné devient vice-chancelier de Lituanie en 1724.
En 1729, August Aleksander reçoit le commandement du régiment d'infanterie de la Garde de la Couronne, avec le grade de colonel, puis de général de brigade. Durant cette période, il s'efforce d'épouser Marie Sieniawska, la riche veuve de Stanislas Denhoff, mort en 1728, et y parvient en 1731, devenant maître des domaines de Pulawi, Sieniawa, Wilanow, Konskowala, etc. À Konskowola, il lance l'industrie textile en faisant venir 300 tisserands de Saxe.
En 1731, il devient voïvode de Ruthénie, voïvodie dont le chef-lieu est Lwow (actuelle Lviv, en Ukraine).
Il est membre dès l'origine de la faction politique de la Familia (en polonais : Familia), fondée à la fin du règne d'Auguste II par les Czartoryski. Cette faction, qui regroupe autour des Czartoryski quelques familles de magnats comme les Zamoyski et les Poniatowski, a pour objectif une réforme du système de gouvernement de la république des Deux Nations (monarchie élective où la noblesse détient un très grand pouvoir de contrôle sur le gouvernement), allant dans le sens d'une monarchie parlementaire de type britannique.

### La guerre de Succession de Pologne (1733-1738)
Pendant l'interrègne qui suit la mort d'Auguste II, des prétentions au trône lui sont attribuées, mais il les nie et soutient, ainsi que la Familia, la candidature de Stanislas Leszczynski, soutenu par la France, contre le fils du roi défunt, soutenu par la Russie et par l'Autriche. 
L'élection se transforme en un conflit armé, la guerre de Succession de Pologne, au terme de laquelle Stanislas Leszczynski est vaincu (siège de Dantzig, février-juillet 1734) et, réfugié en Prusse (à Königsberg), finit par renoncer formellement au trône de Pologne (1736) avant de revenir en France, dont la reine est sa fille Marie, puis de devenir duc de Lorraine (1737).

### Le règne d'Auguste III (1733-1763)
August Aleksander se soumet au roi Auguste III dès le mois de juin 1734, et en 1735, signe la proclamation de la confédération de Varsovie (du 5 octobre 1733), condamnant Stanislas Leszczynski comme « ennemi de la Patrie ». 
Après la renonciation de Stanislas, la Familia se rallie elle-aussi à Auguste III en se rapprochant de la Russie, la France ne paraissant plus en mesure de jouer un rôle notable en Pologne. La volonté de réforme sera dès lors associée à la russophilie, la Prusse étant considérée comme l'ennemi principal de la Pologne.
Auguste Aleksander Czartoryski met fin à ses ambitions militaires lorsque Józef Potocki est nommé grand hetman de la Couronne (1735). Il s'intéresse alors à la gestion de ses domaines, afin de diminuer ses dettes. Il bénéficie aussi de plusieurs starosties, notamment celle de Varsovie (1742), qu'il échange en 1750 contre la starostie de Podolie, cédée à son fils Adam Kazimierz en 1758. Il prépare celui-ci en vue du trône de Pologne : il l'envoie parfaire ses études à l'étranger, notamment en Angleterre (1757), et en 1761, lui fait épouser une riche héritière, Izabela Flemming, fille du comte Georg Detlev von Flemming, grand trésorier de Lituanie.
Dans les années 1762-1763, alors que la mort d'Auguste III est prévue à brève échéance, des mouvements politiques (entre les partisans et les adversaires de la Familia) et diplomatiques (entre Catherine II et Frédéric II, d'une part, l'Autriche d'autre part) complexes ont lieu autour de sa succession.

### La succession d'Auguste III (1763-1764)
Pendant l'interrègne consécutif à la mort d'Auguste III (octobre 1763), Auguste Alexandre Czartoryski échoue dans sa tentative de pousser son fils vers le trône de Pologne. 
C'est un membre moins important de la Familia, Stanislas Antoine Poniatowski (1732-1798), qui bénéficiant du soutien de la Russie (et de la Prusse), et même du soutien personnel de la tsarine Catherine II, avec qui il est toujours en très bon termes, va être le seul candidat, élu dans des conditions tendues, la Familia imposant avec l'appui de l'armée russe son contrôle aux diètes électorales (diète de convocation de mai 1764, diète d'élection de septembre et diète de couronnement de novembre). L'élu devient alors Stanislas II Auguste. 
En 1764, Auguste Alexandre est maréchal de la Confédération générale (Konfederacja generalna) et régimentaire de la Couronne. 

### Le règne de Stanislas II
Auguste Alexandre est un des partisans des réformes de l'administration de la République, mises en place par la diète de convocation de 1764 et prolongées par la diète de 1766, et un adversaire de la confédération de Radom de 1767, paradoxalement suscitée par l'ambassadeur russe à Varsovie, Nicolas Repnine, pour lutter contre les réformes promues par la Familia, qui seront abrogées par la diète de 1767-1768, dite « diète de Repnine ».
Après la défaite de la confédération de Bar en 1772, suivie du premier partage de la Pologne, August Aleksander opère un revirement en proposant en 1774 de porter au trône de Pologne un archiduc autrichien, idée qu'il réitère en 1776, sans succès.
À sa mort, il laisse une fortune énorme : son fils reçoit 60 millions de zlotys, et sa fille 45 millions. Il est inhumé dans l'église Sainte-Croix de Varsovie.

## Généalogie

### Mariage et descendance
Il épouse Maria Zofia Sieniawska qui lui donne pour enfants:
- Izabela Elżbieta,
- Adam Kazimierz, père d'Adam Jerzy (1770-1861)
- Stanisław Czartoryski.

### Sources
- (en) Cet article est partiellement ou en totalité issu de l’article de Wikipédia en anglais intitulé « August Aleksander Czartoryski » (voir la liste des auteurs).